# Rizal (Palawan)
Coron is een gemeente in de Filipijnse provincie Palawan. Bij de laatste census in 2007 had de gemeente ruim 35 duizend inwoners.

## Geografie

### Bestuurlijke indeling
Rizal is onderverdeeld in de volgende 11 barangays:
| - Bunog - Campong Ulay - Candawaga - Canipaan - Culasian - Iraan | - Latud - Panalingaan - Punta Baja - Ransang - Taburi |

## Demografie
Rizal had bij de census van 2007 een inwoneraantal van 35.487 mensen. Dit zijn 3.742 mensen (11,8%) meer dan bij de vorige census van 2000. De gemiddelde jaarlijkse groei komt daarmee uit op 1,55%, hetgeen lager is dan het landelijk jaarlijks gemiddelde over deze periode (2,04%). Vergeleken met de census van 1995 is het aantal mensen met 13.611 (62,2%) toegenomen. De bevolkingsdichtheid van Rizal was ten tijde van de laatste census, met 35.487 inwoners op 1256,47 km², 17,4 mensen per km².